# Привольное (Херсонский район)
Привольное (укр. Привільне) — село в Юбилейной сельской общине Херсонского района Херсонской области Украины.
Почтовый индекс — 75123. Телефонный код — 5542. Код КОАТУУ — 6525085603.

## Население
Население по переписи 2001 года составляло 273 человека.

### Языковой состав
Родной язык населения по данным переписи 2001 года:
| Язык       | Численность, чел. | Доля     |
| ---------- | ----------------- | -------- |
| Украинский | 229               | 83,88 %  |
| Русский    | 43                | 15,75 %  |
| Другое     | 1                 | 0,37 %   |
| Итого      | 273               | 100,00 % |

## Местный совет
75123, Херсонская обл., Алёшковский р-н, пос. Счастливое, ул. Ленина, 15